# 외드 대왕

외드 위대공(Eudo the Great, ? - 735년)은 프랑크 왕국의 왕족으로 메로빙거 왕조 출신 아키타니아 공작이자 아키타니아 분국의 왕이었다. 하리베르트 2세의 손자이고 아키타니아 공 보기스의 아들이다. 아키텐의 독립을 기도했던 인물로, 아키텐에서는 대왕 또는 대공이라는 별칭의 the Great로 부른다.
이슬람과 손잡고 아키텐의 분리 독립을 기도하였으나 실패하고, 투르-푸아티에 전투를 계기로 카를 마르텔의 종속인이 되었다.

## 생애

### 젊은 시절
메로빙거 왕조 출신 아키텐의 왕 하리베르트 2세의 손자였으나 외드의 아버지 아키타니아 공 보기스(Boggis)는 서출이었다. 그러나 어머니 오다(Oda)는 클로타르 2세의 딸로, 모계로는 메로빙거 왕조의 다른 왕 네우스트리아의 왕 힐페리히 2세의 증손이 된다. 메로빙거 왕조의 방계 출신 군주로, 아키텐의 대왕(The Great)이라는 별칭으로도 부른다. 재위 중 아키텐의 자치화와 함께 사라센 제국의 이슬람 세력과 동맹을 맺고 프랑크 왕국으로부터의 독립을 꾀하였으나 실패했다.
679년 아키텐 공작인 루푸스 1세가 죽자 아키텐 공작이 되었다. 그러나 아키텐은 힐페리히 사후 왕실에서 파견한 관료 세력의 통치 하에 익숙해져 있었고, 외드가 아키텐의 실권을 완전히 장악한 것은 700년 무렵이었다.

### 아키텐 분리독립 운동
아키텐의 지도자로 등극한 그는 중앙집권체제를 확립하고 행정관들을 통해 직접 결재를 처리하였다. 피레네산맥의 루아르와 툴루즈를 수도로 정하고 조직을 재정비하였다. 711년 서고트족의 로데리크(Roderic)와 싸워 승리하였다. 한편 성곽을 개보수하고, 불필요한 낭비를 줄이고, 물자를 비축하여 전쟁에 대비하였다. 그는 네우스트리아가 혼란에 빠진 틈을 타 힐페리히 2세에게 반기를 들고 독립을 선언하였다. 그는 사라센에 도움을 요청하였다. 그러나 오히려 이슬람 군대는 아키텐을 침략했고 그는 카를 마르텔에게 도움을 청했다. 714년 궁재 피핀 2세가 어린 손자들을 남기고 사망하자 이때를 틈타 독립을 기도하였으나, 5년 만인 719년 카를 마르텔에게 종속되었다.
715년 외드는 프랑크 왕국에서 내전이 한창일 때 독립을 선언하였다. 718년에는 바스크족을 이끌고 프랑크 왕국 본토를 침공하였다. 그해 네우스트리아의 힐페리히 2세와 궁재 라감프리드(Ragenfrid)는 그의 자치권을 인정하였다. 그러나 그해 아우스트라시아의 카를 마르텔이 바스크족 군사를 궤멸시키면서 그도 수아송에서 카를 마르텔에게 항복하게 된다. 그는 이후 바이에른의 부족장들에게도 사자를 보내 동맹을 맺는다.
719년 그는 네우스트리아의 힐페리히 2세에게도 아키텐의 분리독립을 지지한다는 조건으로 제휴, 카를 마르텔에 대항하는 레인프로이(Rainfroy)를 지원했지만 719년 10월 14일 네리(Néry)의 생 리스와 수아송에서 카를 마르텔군에게 크게 패하였다. 외드는 살아남은 아키텐 군사 일부를 데리고 루아르강을 넘어 패주하였다.

### 이슬람과의 동맹과 패배
721년 6월 9일 우마이야 왕조의 이슬람 군대가 프랑크 왕국 서남부를 침공하자 외드는 군사를 보내 이들과 교전했다. 툴루즈 전투에서 에우도는 알-삼 이븐 말리크 알-카우라니를 격퇴했다. 우미야드 군대를 격퇴한 공로로 로마 교황청은 그에게 기독교의 챔피언이라 칭송하고 승전 선물을 보내주었다. 이를 계기로 외드는 아키텐의 독립성을 굳혀 나가려 했다.
한편 그는 우마이야로부터 자신의 국경을 보호하기 위해, 그는 베르베르의 무슬림 반란군 지도자 우스만 이븐 나이사(Uthman ibn Naissa, 프랑크식 이름은 무누사(Munuza)에게 자신의 딸 람페기아(Lampegia)를 시집보내고 나중에 카탈로니아의 통치자로 임명하여 지키게 했다.
731년 작센족을 물리친 카를 마르텔은 아키텐의 남부로 말머리를 돌렸다. 카를은 우스만 이븐 나이사와 외드의 제휴를 비난하고, 루아르를 넘어 아키텐을 침공했다. 카를 마르텔의 군대는 부르주를 쑥밭으로 만들었고, 외드는 카를 마르텔의 군대와 싸웠으나 참패하였다. 그리고 카를은 곧 프랑크로 되돌아갔다.
731년 우마이야 왕조는 피레네 지역에 있던 외드의 동맹자인 소국을 공격했다. 압둘 라흐만 가비키(Abdul Rahman Al Ghafiqi)는 베르베르 영주의 탐사대를 궤멸시킨 뒤, 외드의 딸을 사로잡아 다마스쿠스의 하렘에 보내버렸다. 외드는 카를 마르텔에게 도움을 요청했지만 카를은 자신의 추진력을 떨어트리려하려고 했던 것처럼 그의 요구를 거절하였다.

### 패배와 만년
한편 프랑크 왕국의 세력이 강성해지자 에우도는 사라센인에게 도움을 청했다. 732년 외드의 요청을 받은 총독 아브드 알 라만 가비키의 군대는 바스코니아를 넘어 보르도를 향해 전진하고 도시를 점령, 교회를 불태우고 약탈을 감행했다. 외드는 즉시 이들을 지원하였다. 아브드 알 라흐만 군대와 외드의 군대는 보르도 근처에서 아키텐을 가로질러 푸아티에로 왔으나 푸아티에 외곽에서 카를 마르텔에게 패배하였다. 카를 마르텔은 프랑크 왕국으로 오려는 이슬람군을 피레네산맥에서 격퇴했다. 이후 그는 카를 마르텔의 사실상의 예속인이 되고 말았다.
735년 외드의 아키텐 공작위는 그의 아들 후놀드가 계승하였다. 사후 프랑크의 성 파라둘프의 비타 파라둘피(Vita Pardulfi)에 의하면 그는 아키텐에서 위대한 지도자로 숭앙받았다고 한다.

## 관련 서적
- Charles Oman. The Dark Ages, 476–918. London: Rivingtons, 1914.
- Eugen Ewig: Die Merowinger und das Frankenreich. Kohlhammer, Stuttgart 2001, ISBN 3-17-017044-9.
- Pierre Riché: Die Karolinger. Eine Familie formt Europa. Deutscher Taschenbuch-Verlag, München 1991, ISBN 3-423-04559-0 (dtv 4559).
- Karl Ferdinand Werner: Geschichte Frankreichs. Band 1: Die Ursprünge Frankreichs bis zum Jahr 1000. Deutscher Taschenbuch-Verlag, München 1995, ISBN 3-423-04653-8 (dtv Wissenschaft 4653).

## 참조
1. ↑  Collins, Roger (1989). 《The Arab Conquest of Spain 710-797》. Oxford, UK / Cambridge, USA: Blackwell. 87쪽. ISBN 0-631-19405-3.
2. ↑  Ivan Van Sertima, Golden Age of the Moor, (Transaction Publishers, 2009), 340.

## 같이 보기
- 메로빙거 왕조
- 아키타니아
- 투르-푸아티에 전투
- 피핀 2세
- 샤를 마르텔
- 하리베르트 2세

| 전임 루푸스 | 아키타니아 공 688년 - 735년 | 후임 후놀드 |

| 전임 루푸스 | 바스코니아 공 688년 - 735년 | 후임 후놀드 |

| 전임 루푸스 | 아키타니아 왕 718년-719년 | 후임 루트비히 1세 |